# Nuwistor

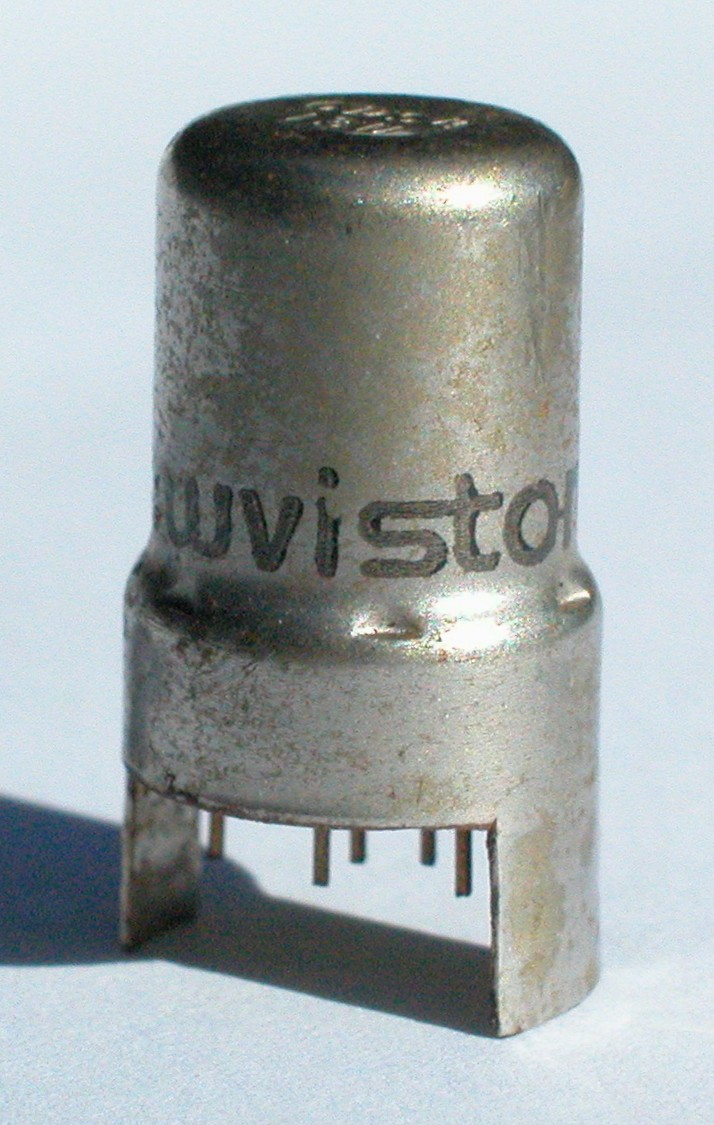
Jeden z pierwszych nuwistorów, trioda 6DS4 o wys. 20 mm i średnicy 11 mm (prod. RCA, 1960 r.)

Nuwistor – mikrominiaturowa próżniowa lampa elektronowa o cylindrycznym układzie elektrod, wykonana w całości z metalu i ceramiki. Charakteryzuje się m.in. niskimi szumami, niskim mikrofonowaniem, wytrzymałością mechaniczną, stabilnością temperaturową oraz wysoką niezawodnością. Zmniejszenie wymiarów oraz odległości między elektrodami umożliwiło użycie tych lamp w wyższych zakresach częstotliwości, rzędu kilkuset MHz. Nuwistory są zazwyczaj triodami lub tetrodami, stosuje się je głównie we wzmacniaczach i generatorach na częstotliwości VHF i UHF. 

Pierwszym nuwistorem wprowadzonym na rynek był 6CW4 amerykańskiej firmy RCA.